# Thelma Estrin
Thelma Estrin (Nova York, 21 de febrer de 1924 - Santa Mónica, 15 de febrer de 2014), va ser una informàtica estatunidenca. Pionera en els camps de l'enginyeria biomèdica i els sistemes experts, va ser una de les primeres a aplicar la tecnologia informàtica en els àmbits de la salut i la medicina, pràctica que després ha esdevingut habitual. També va ser professora en el departament d'informàtica en la Universitat de Califòrnia.

## Joventut i educació
Thelma Austern va néixer a Nova York, on va assistir a una escola pública. Des que era jove va demostrar aptituds per a les matemàtiques i va començar els estudis superiors a la Universitat de la Ciutat de Nova York, on va conèixer Gerald Estrin, amb qui es va casar als 17 anys d'edat. Quan aquest va marxar a la guerra, Thelma va assistir a un curs de tres mesos d'assistent d'enginyeria a la universitat privada de Nova Jersey, Institut de Tecnologia Stevens, el 1942, i va començar a treballar a la Radio Receptor Company.
Després de la guerra, tots dos van entrar a la Universitat de Wisconsin-Madison, on es van graduar en engenyeria elèctrica. Thelma Estrin hi obtingué el doctorat el 1951.

## Princeton i la recerca en enginyeria biomèdica 1951-1953
A principis de la dècada de 1950 la parella es va mudar a Princeton, Nova Jersey, on Thelma Estrin va obtenir un lloc de recerca en el Departament d'Electroencefalografia de l'Institut Neurològic de Nova York, a l'Hospital Presbiterià de Columbia, i on va desenvolupar l'interès per l'enginyeria biomèdica.

## Mudança a la Universitat de Califòrnia 1953
El 1953 es va traslladar a Los Angeles, on el marit havia obtingut un lloc de professor a la Universitat de Califòrnia (UCLA). Ella començà a treballar a la universitat Los Angeles Valley College, a San Francisco. El 1954, ella i el seu marit van viatjar a Israel, on van ajudar a construir el primer ordinador, la computadora automàtica Weizmann o WEIZAC. En tornar a Los Angeles en 1960, Thelma Estrin es va associar amb l'Institut de Recerca en Neurociència de la Universitat de Califòrnia (UCLA), va establir el Laboratori de processament de dades de l'Institut el 1961 i el va dirigir entre 1970 i 1980. Durant la seva gestió va dissenyar i va desenvolupar un dels primers sistemes de conversió de dades analògiques a digitals que podria convertir senyals analògics d'electroencefalogrames (EEG) a senyals digitals.

## Professora d'Informàtica, Universitat de Califòrnia, Los Angeles, 1980
Al 1980 va acceptar un lloc com a professora en el Departament d'Informàtica de l'Escola d'Enginyeria i Ciències Aplicades. Entre 1982 i 1984 va ocupar un lloc rotatiu en la Fundació Nacional per a la Ciència com a directora de Recerca Electrònica, Informàtica i de Sistemes. Va ser presidenta de la Societat d'Enginyeria en Medicina i Biologia de l'Institut d'Enginyers elèctrics i electrònics (EMBS) i la primera vicepresidenta executiva de l'Institut d'Enginyers Elèctrics i Electrònics IEEE.

## Estudis de la dona i ciències de la computació
Thelma Estrin va publicar un article al 1996 sobre estudis sobre la dona i ciències de la computació per a discutir la intersecció entre les dues disciplines ja que “totes dues havien evolucionat com a disciplines acadèmiques en la dècada de 1960, però ho havien fet per camins molt diferents”. En aquest article, Estrin connecta l'epistemologia feminista i els seus valors pedagògics sobre les formes en què la informàtica podria ser “més rellevant per a estudiants minoritaris i de baixos ingressos”. Estrin explica que els estudis sobre la dona no van abordar els subcamps de la ciència i l'enginyeria de la informàtica i l'enginyeria biomèdica, que segons ella "creaven eines per a l'exploració de la salut de la dona i els drets reproductius" fins a 25 anys després de la seva fundació. Per contra, els estudis sobre la dona es van centrar en l'"experiència immediata de la dona" a través de les disciplines d'humanitats. "Els estudis sobre la dona –escriu Estrin– impliquen ampliar el món de la ciència i la tecnologia des de la seva història patriarcal, que considera aquestes disciplines com a inherentment masculines." Escriu que els estudis sobre la dona busquen "entendre els elements de gènere en les situacions socials i polítiques", la qual cosa és necessària per a "ampliar l'accés de les dones a la tecnologia."

## Premis
Al 1984 va rebre la medalla del segle IEEE. Al 1989 va ser premiada amb el doctorat de ciències honorífic per la Universitat de Wisconsin-Madison. També va guanyar un Programa Fulbright a l'Institut Weizmann d'Israel per a estudiar patrons d'electroencefalogrames (EEG) de pacients epilèptics el 1963. El 1981 va rebre el premi d'enginyer de l'any de l'Institut de Califòrnia de Progrés de l'Enginyeria i el 1982 el premi "Service" per a la Society of Women Engineers en Informàtica. "Vaig ser la primera dona enginyera que vaig conèixer", va dir aleshores, en rebre el premi. També rebé el premi "IEEE Haraden Pratt" i el premi als Grans Assoliments de la Fundació Nacional de Ciència. Era membre de l'IEEE, de l'Acadèmia Americana d'Arts i Ciències i membre fundadora de l'Institut Americà d'Enginyeria Mèdica i Biològica.

## Vida personal
Estrin es va retirar al juliol de 1991 a l'edat de 67 anys. Va tenir tres filles: Margo Estrin, metge, Deborah Estrin, informàtica, i Judith Estrin, directora executiva en un companyia privada enfocada a impulsar la innovació en negocis, govern i organitzacions sense ànim de lucre.